# 69e division d'infanterie (France)
Pour les articles homonymes, voir 69e division d'infanterie.
La 69e division d'infanterie est une division d'infanterie de l'armée de terre française qui a participé à la Première Guerre mondiale.

## Les chefs de la69edivision d'infanterie
- 2 août - 8 septembre 1914 : Général Le Gros
- 8 septembre - 5 novembre 1914 : général Néraud
- 5 novembre 1914 - 29 avril 1915 : Général Berdoulat
- 29 avril 1915 - 28 mai 1916 : Général Taufflieb
- 28 mai 1916 - 11 décembre 1918 : Général Monroë dit Roë
- 11 décembre 1918 - 12 janvier 1919 : Général Poindron

## Première Guerre mondiale

### Composition
Mobilisée dans les 2e et 6e Régions.
- 129e Régiment d'Infanterie de septembre 1917 à novembre 1918
- 151e Régiment d'Infanterie de décembre 1916 à novembre 1918
- 162e Régiment d'Infanterie de décembre 1916 à novembre 1918
- 251e Régiment d'Infanterie d'août 1914 à décembre 1916
- 254e Régiment d'Infanterie d'août 1914 à juin 1916 (dissolution)
- 267e Régiment d'Infanterie d'août 1914 à septembre 1917 (dissolution)
- 287e Régiment d'Infanterie d'août 1914 à décembre 1916
- 306e Régiment d'Infanterie d'août 1914 à juin 1916 (dissolution)
- 322e Régiment d'Infanterie d'août 1914 à décembre 1916
- 48e Bataillon de Chasseurs à Pied d'août 1914 à juin 1915
- 86e Régiment d'Infanterie Territoriale d'août à novembre 1918

### Historique

#### 1914
- 11 – 21 août : transport par V.F. et mouvement par étapes vers Marle et Vervins ; concentration. À partir du 15 août, travaux d’organisation défensive au nord-ouest de Vervins.
- 21 – 24 août : mouvement vers le nord, par Fourmies et Solre-le-Château, jusque vers Montignies-Saint-Christophe (pendant la Bataille de Charleroi) : 24 août, combat vers Montignies-Saint-Christophe.
- 24 août – 6 septembre : repli vers Saint-Hilaire-sur-Helpe, sur la région de Moy.

29 août : engagée dans la bataille de Guise, combats vers Urvillers et Benay.
30 août : continuation du repli, par Fressancourt, Anizy-le-Château, Fère-en-Tardenois et Mézy-Moulins, jusque vers Villiers-Saint-Georges.
- 6 – 7 septembre : en 2e ligne, dans cette région, pendant la Bataille des Deux Morins (bataille de la Marne)[1].
- 7 septembre – 4 octobre : poursuite par Montmirail, Cierges et Jonchery-sur-Vesle, jusque dans la région Aguilcourt, Prouvais (combats vers Aguilcourt et la Neuville). Puis stabilisation et occupation d’un secteur vers le sud de la Neuville et Sapigneul.
- 4 octobre – 3 novembre : retrait du front et transport par camions dans la région de Berzy-le-Sec[2] ; repos. Mouvement vers le front et, à partir du 12 octobre, occupation d’un secteur vers Condé-sur-Aisne et Moussy-sur-Aisne (relève de l’armée britannique) :

30 octobre : attaque allemande sur Vailly et perte du village.
2 novembre : attaque allemande sur Soupir et perte du village.

#### 1915 - 1916
- 3 novembre 1914 – 20 février 1916 : occupation d’un nouveau secteur vers Condé-sur-Aisne et Chavonne, étendu à droite, le 7 décembre, jusqu’à Moussy-sur-Aisne (guerre de mines).
- 20 février – 8 avril : retrait du front, et, à partir du 21, transport par V.F. dans la région de Mourmelon-le-Grand : travaux vers Souain et la ferme Navarin[3]. À partir du 4 avril, transport par V.F. dans la région de Sainte-Ménehould.
- 8 avril – 24 mai : transport par camions à Verdun. Engagée partiellement dans la Bataille de Verdun vers le fort de Vaux et le bois de la Caillette ; à partir du 12 avril (éléments dès le 10), engagée vers la Hayette et Cumières[4] :

20 avril, 8 et 10 mai : attaques françaises.
20, 21, 22, 23 et 24 mai : attaques allemandes sur le Mort-Homme et sur Cumières.
- 24 mai – 16 juin : retrait du front et repos au sud de Bar-le-Duc (éléments laissés en ligne jusqu’au 2 juin). À partir du 4 juin, transport par V.F. dans la région de Fère-en-Tardenois ; repos.
- 16 juin 1916 – 8 février 1917 : occupation d’un secteur vers Berry-au-Bac et le moulin Pontoy, réduit à gauche, le 20 janvier, jusqu’au Ployon, puis à droite, le 1er février, jusqu’à la Miette.

#### 1917
- 8 – 27 février : retrait du front ; repos et instruction vers Condé-en-Brie.
- 27 février – 10 avril : mouvement par étapes vers le front et, à partir du 3 mars, occupation d’un secteur vers Sapigneul et la Miette.

4 avril : attaque allemande.
- 10 – 14 avril : retrait du front et repos vers Pévy et Prouilly.
- 14 avril – 7 mai : occupation d’un secteur entre le nord-ouest de Berry-au-Bac et la Miette.

15 avril : engagée dans la Bataille du Chemin des Dames, attaque du bois Claque-Dents, organisation et défense des positions conquises.
- 7 mai – 17 juillet : retrait du front et repos vers Villers-Agron et Vézilly.

4 juin : mouvement par étapes vers Mailly-le-Camp ; repos et instruction au camp.
5 juillet : transport par camions dans la région de Laheycourt ; repos et instruction.
- 17 juillet – 16 septembre : occupation d’un secteur vers Damloup et Louvemont, réduit à droite, le 21 juillet, jusqu’au bois des Caurières, puis, le 5 août, jusqu’à la ferme des Chambrettes[5].

18 - 28 août : en 2e ligne.
20 août : éléments engagés dans la 2e Bataille Offensive de Verdun.
28 août : occupation d’un secteur vers Damloup et le bois des fosses.
7 septembre : réduction à droite jusqu’au bois des Caurières.
8 septembre : prise du bois le Chaume.
10 - 14 septembre : attaques allemandes.
- 16 septembre 1917 – 11 janvier 1918 : retrait du front, transport dans la région de Vaucouleurs, puis dans celle de Saint-Blin ; instruction de l’armée américaine.

#### 1918
- 11 - 17 janvier : mouvement vers le nord, par Domgermain et Lucey.
- 17 janvier – 4 juin : occupation d’un secteur vers l’étang de Vargévaux et Limey, puis, à partir du 4 avril, vers Seicheprey et la lisière ouest du Bois le Prêtre[6].

27 mai : front réduit, à gauche, jusque vers Limey.
- 4 – 9 juin : retrait du front, puis transport par V.F. dans la région de Clermont.
- 9 – 18 juin : engagée, sur l’Aronde, dans la Bataille du Matz : résistance aux attaques répétées des troupes allemandes et repli vers Antheuil-Portes.
- 18 juin – 16 juillet : retrait du front et repos vers Arsy et Venette.
- 16 juillet – 29 août : transport dans la région Villers-Cotterêts, Compiègne.

18 juillet : engagée dans la 2e Bataille de la Marne : en 2e ligne d’abord, puis, à partir du 22 juillet (bataille du Soissonnais), en 1re ligne, vers Missy-aux-Bois.
2 août : poursuite, puis organisation du front sur la rive sud de l’Aisne, vers Venizel et Soissons.
- 29 août – 6 septembre : préparatifs d’offensive. Engagée dans la poussée vers la position Hindenburg, franchissement de l’Aisne.

2 septembre : prise de Crouy.
5 septembre : progression jusqu’au nord de Vregny.
- 6 septembre – 12 octobre : retrait du front et repos vers Villers-Cotterêts. À partir du 14 septembre, transport par V.F., dans la région de Nancy.
- 12 octobre – 11 novembre : occupation d’un secteur sur la Seille, entre Brin et Han : préparatifs d’offensive.

### Rattachements
Affectation organique : 
- Mobilisation : 4e Groupe de Divisions de Réserve
- Octobre 1914 : 5e Groupe de Divisions de Réserve
- Décembre 1914 : Isolée
- juin 1916 : 37e Corps d'Armée
- juin 1917 : 32e Corps d'Armée

- 1re armée

4 – 11 juin 1917
21 janvier - 26 mars 1918
- 2e armée

4 avril - 4 juin 1916
5 juillet - 21 septembre 1917
- 3e armée

5 juin - 14 juillet 1918
- 4e armée

21 février - 4 avril 1916
11 juin - 4 juillet 1917
- 5e armée

15 août - 4 octobre 1914
3 novembre 1914 - 21 février 1916
4 juin 1916 – 21 avril 1917
- 6e armée

4 octobre - 3 novembre 1914
- 8e armée

21 septembre 1917 - 9 janvier 1918
26 mars - 3 juin 1918
14 septembre - 10 novembre 1918
- 10e armée

21 avril - 4 juin 1917
14 juillet - 14 septembre 1918
10 - 11 novembre 1918